# Jana Koščak
Jana Koščak (Varaždin, 19 maggio 2006) è una multiplista, altista e lunghista croata.

## Record nazionali
Seniores
- Eptathlon: 6293 pt. ( Götzis, 28 maggio 2023)
- Pentathlon indoor: 4478 pt. ( Tallinn, 2 febbraio 2025)

Juniores (under 20)
- Eptathlon: 6293 pt. ( Götzis, 28 maggio 2023)
- 400 metri ostacoli: 58"05 ( Zagabria, 2 luglio 2023)

Allievi (under 18)
- Eptathlon: 6293 pt. ( Götzis, 28 maggio 2023)
- 400 metri ostacoli: 58"05 ( Zagabria, 2 luglio 2023)
- Pentathlon indoor: 4432 pt. ( Tallinn, 5 febbraio 2023)  [1]

## Progressione

### Salto in alto
| Stagione | Misura    | Luogo       | Data      | Rank. Mond |
| -------- | --------- | ----------- | --------- | ---------- |
| 2025     | 1,92 m    | Tampere     | 9-8-2025  |            |
| 2024     | 1,84 m(i) | Zagabria    | 27-6-2024 |            |
| 2023     | 1,92 m    | Götzis      | 27-5-2023 |            |
| 2022     | 1,87 m    | Gerusalemme | 4-7-2022  |            |
| 2021     | 1,72 m    | Varaždin    | 1-5-2021  |            |
| 2020     | 1,76 m    | Brno        | 8-9-2020  |            |
| 2019     | 1,67 m    | Brno        | 10-9-2019 |            |

### Salto in lungo
| Stagione | Misura    | Luogo       | Data      | Rank. Mond |
| -------- | --------- | ----------- | --------- | ---------- |
| 2025     | 6,27 m(i) | Tallinn     | 2-2-2025  |            |
| 2024     | 6,33 m    | Ismailia    | 18-5-2024 |            |
| 2023     | 6,34 m(i) | Tallinn     | 5-2-2023  |            |
| 2022     | 6,25 m    | Gerusalemme | 5-7-2022  |            |
| 2021     | 5,71 m    | Čakovec     | 19-6-2021 |            |
| 2020     | 5,50 m(i) | Zagabria    | 15-2-2020 |            |
| 2019     | 5,31 m    | Spalato     | 15-6-2019 |            |

### Eptathlon
| Stagione | Misura  | Luogo   | Data      | Rank. Mond |
| -------- | ------- | ------- | --------- | ---------- |
| 2025     | 6190 pt | Talence | 6-7-2025  |            |
| 2024     | 5977 pt | Roma    | 8-6-2024  |            |
| 2023     | 6293 pt | Götzis  | 28-5-2023 |            |

## Palmarès
| Anno | Manifestazione         | Sede        | Evento         | Risultato | Prestazione | Note                                                                                      |
| ---- | ---------------------- | ----------- | -------------- | --------- | ----------- | ----------------------------------------------------------------------------------------- |
| 2022 | Europei U18            | Gerusalemme | Pentathlon     | Oro       | 6106 p.     | Miglior prestazione nazionale under 18 · Miglior prestazione mondiale stagionale under 18 |
| 2023 | Europei U20            | Gerusalemme | Pentathlon     | Finale    | dnf         |                                                                                           |
| 2023 | Mondiali               | Budapest    | Salto in alto  | Qualif.   | dns         |                                                                                           |
| 2024 | Mondiali indoor        | Glasgow     | Pentathlon     | Finale    | dnf         |                                                                                           |
| 2024 | Camp. Mediterraneo U23 | Ismailia    | 100 m hs       | Oro       | 13"38       |                                                                                           |
| 2024 | Camp. Mediterraneo U23 | Ismailia    | Salto in lungo | Argento   | 6,33 m      |                                                                                           |
| 2024 | Europei                | Roma        | Eptathlon      | 14ª       | 5977 p.     | [ 2 ]                                                                                     |
| 2024 | Mondiali U20           | Lima        | Eptathlon      | Oro       | 5807 p.     |                                                                                           |
| 2025 | Mondiali indoor        | Nanchino    | Pentathlon     | 9ª        | 4362 p.     | [ 3 ]                                                                                     |
| 2025 | Europei U20            | Tampere     | Eptathlon      | Oro       | 6293 p.     | =                                                                                         |

## Campionati nazionali
- 1 volta campionessa nazionale croata del salto in lungo (2022)
- 1 volta campionessa nazionale croata del salto in alto indoor (2023)
- 1 volta campionessa nazionale croata del salto in alto (2023)

2022
- Oro ai campionati croati (Karlovac), salto in lungo - 6,01 m
- Bronzo ai campionati croati (Karlovac), 100 metri ostacoli - 13"96
- Argento ai campionati croati (Karlovac), staffetta 4x100 m - 48"06

2023
- Oro ai campionati croati indoor (Zagabria), salto in alto - 1,91 m
- Oro ai campionati croati (Karlovac), salto in alto - 1,86 m

2024
- 4ª ai campionati croati indoor (Zagabria), Getto del peso - 12,40 m
- 7ª ai campionati croati indoor (Zagabria), 800 metri piani - 2'19"14
- Bronzo ai campionati croati (Karlovac), salto in alto - 1,73 m
- Bronzo ai campionati croati (Karlovac), staffetta 4x100 m - 47"46

2025
- 5ª ai campionati croati (Karlovac), salto in lungo - 5,86 m

## Altre competizioni internazionali
2022
- 5ª ai campionati balcanici U20 ( Denizli), 100 metri ostacoli - 14,21 m
- Oro al Festival olimpico estivo della gioventù europea, ( Banská Bystrica), salto in alto - 1,84 m[4]

2023
- 7ª al Festival olimpico estivo della gioventù europea, ( Maribor), 400 metri ostacoli - 59"95
- 8ª al Festival olimpico estivo della gioventù europea, ( Maribor), Staffetta svedese - 2'11"97

2024
- 6ª ai campionati balcanici ( Smirne), salto in lungo - 6,20 m
- 10ª ai campionati balcanici ( Smirne), 100 m hs - 13"59

2025
- 5ª ai Campionati europei a squadre, ( Maribor), salto in alto - 1,83 m